# تشارلز ه .راسل

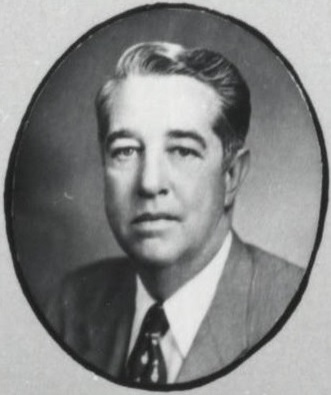

تشارلز هينتون راسل (بالإنجليزية Charles Hinton Russell) وهو سياسي أمريكي ينتمي إلى الحزب الجمهوري ولد تشارلز هينتون راسل في 27 كانون الاول - ديسمبر من سنة 1903 في مدينة لوفلوك بولاية نيفادا. تخرج راسل من جامعة ولاية نيفادا في سنة 1926 وعمل بعد تخرجه من الجامعة مدرسا في إحدى المدارس خدم تشارلز هينتون راسل في مجلس شيوخ ولاية نيفادا ما بين عامي 1941 إلى عام 1946. كما خدم راسل في مجلس النواب الأمريكي ما بين عامي 1947 إلى عام 1949. أصبح تشارلز هينتون راسل حاكما على ولاية نيفادا في سنة 1951 واستمر راسل في منصبه كحاكم على ولاية نيفادا إلى سنة 1959. توفي تشارلز هينتون راسل في 13 أيلول - سبتمبر من سنة 1989 في مدينة كارسن سيتي.